# 卡梅倫島 (威爾克斯地)
卡梅倫島（英語：Cameron Island, Antarctica）是南極洲的島嶼，位於威爾克斯地，處於雹暴島以北，屬於斯溫群島的一部分，根據美國海軍拍攝空中照片繪入地圖，現時由南極條約體系管理。